# Teberda-Naturreservat
Das Teberda-Naturreservat (russisch Тебердинский заповедник) ist ein Sapowednik in Karatschai-Tscherkessien im westlichen, russischen Kaukasus und umfasst die Hochtäler, aus denen die Quellflüsse sich zur namengebenden Teberda vereinigen. Die Höhenlagen reichen von 1400 m in den Tälern der Flüsse Mucha und Dschamagat östlich und westlich der Stadt Teberda bis zum Dombai-Ulgen auf 4046 m. Nur etwa 5 % der Fläche liegen unterhalb von 2000 m.

## Vegetation
Die Kaukasusregion ist in ihrer hohen Biodiversität unter den gemäßigten Regionen der Erde einzigartig. Dies trifft insbesondere auf die Pflanzen zu, von denen das Reservat mehr als 1300 Arten beherbergt. Eine Art der Primeln (Primula renifolia) findet sich gar nur im Teberda-Reservat. Durch die unterschiedlichen Höhenlagen besitzt das Reservat eine große Vielfalt unterschiedlicher Lebensräume. Zu den Klimazonen, die das Reservat umfasst, zählen boreale, warmgemäßigte und arktische Bereiche. Dazu gesellen sich mediterrane und steppentypische Elemente.
Der Waldgürtel wird mit zunehmender Höhe von einem Bereich aus Zwergbirken und verzwergten Buchen abgelöst. Ab etwa 2500–2800 m findet man subalpine Strauchgebiete und Wiesen. Alpine Wiesen liegen vor allem zwischen 2800 und 2900 m, können aber an einigen Südhängen bis zu 3200 m erreichen. Weiter oben, in der Fels- und Eisregion, halten es nur Algen und Flechten aus. Ein Drittel der Fläche ist von Wald bedeckt. Wiesen machen etwa 28 %, Gletscher 10 % der Schutzgebiets-Fläche aus.

## Fauna
Das Schutzgebiet beherbergt eine kleine Population des teilweise auf den ausgestorbenen Bergwisent zurückgehenden Flachland-Kaukasus-Wisents. Etwa 50 dieser Wildrinder durchstreifen die Wälder und Wiesen. Darüber hinaus bietet das Teberda-Reservat verschiedenen anderen Großtieren eine Heimat. Darunter befindet sich eine stabile Population von etwa 2000 Westkaukasischen Turen sowie rund 300 Kaukasus-Gämsen. Letztere halten sich bevorzugt in den Bergwäldern auf, grasen aber im Sommer häufig auf den Wiesen oberhalb der Waldgrenze. Die heimische Form des Rothirsches, der Kaukasusmaral, ist weniger häufig. Etwa 50 Tiere halten sich im Gebiet des Kisgytsch-Flusses auf. Wildschweine sind in den Nadel- und Buchenwäldern vergleichsweise häufig. Das häufigste Großraubtier ist der Braunbär. Seltener sind Wölfe und Luchse. Kleinere Raubtiere sind Rotfuchs, Steinmarder, Baummarder, Eurasischer Dachs, Fischotter, Wildkatze, und Hermelin. Mindestens 170 Vogelarten sind nachgewiesen, von denen 87 im Areal brüten. Zu den größten zählen Bartgeier, Steinadler, Mönchsgeier und Gänsegeier. Mit Ringelnatter, Wiesenotter, Schlingnatter, Blindschleiche, Zauneidechse und Felseneidechse sind sechs Reptilienarten im Park vertreten.